# Liga Femenina 2 de baloncesto 2001-02
La Liga Femenina 2 de baloncesto 2001-02 fue la 1.ª temporada de la segunda máxima competición de clubes femeninos de baloncesto en España, organizada por la Federación Española de Baloncesto. Se constituyó como un escalón intermedio entre la Liga Femenina y la Primera Nacional Femenina, categoría organizada por las diferentes Federaciones Autonómicas. Con la creación de la Liga Femenina 2 en la temporada 2001-02, sería la primera vez en la historia con dos Ligas Femeninas FEB de ámbito nacional.

## Formato
- Liga regular: en esta primera temporada participaron 23 equipos, divididos en dos grupos el Grupo A (12 equipos) y el Grupo B (11 equipos). En cada grupo jugaron todos contra todos en partidos de ida/vuelta en 22 y 20 jornadas respectivamente.
- Playoffs de ascenso: los cuatro primeros de ambos grupos los disputaron en eliminatorias de cuartos, semifinales y final para determinar los dos equipos que ascenderían a Liga Femenina. Los cuartos y semifinales se disputaron al mejor de tres partidos y la final a partido único. Los ganadores de las semifinales conseguían el  ascenso deportivo a Liga Femenina y el vencedor en la final el título de campeón de la categoría.[1]
- No hubo descensos, la liga se ampliaría a 28 equipos en la temporada siguiente.

## Equipos por comunidad autónoma

### Grupo A
| Comunidad autónoma  | N.º | Equipos |
| ------------------- | --- | --- |
| Asturias            | 1   | Cinturón Verde Vetusta (Oviedo)                                                                                              |
| Canarias            | 1   | Basket Tara (Telde) |
| Castilla y León     | 2   | Ponce CB (Valladolid) Mercaleón Sufi-Corsan (León)                                                                           |
| Castilla-La Mancha  | 1   | Cantos Blancos Guadalajara (Guadalajara)                                                                                     |
| Comunidad de Madrid | 4   | Rivas Ciudad del Deporte (Rivas-Vaciamadrid) Real Canoe NC (Madrid) Adecco Estudiantes (Madrid) Canal de Isabel II (Coslada) |
| Galicia             | 3   | CB Arxil Comervia (Pontevedra) Pabellón Ourense (Orense) Universitario de Ferrol (Ferrol)                                    |

### Grupo B
| Comunidad autónoma   | N.º | Equipos                                                                                          |
| -------------------- | --- | ------------------------------------------------------------------------------------------------ |
| Aragón               | 1   | AD Stadium Casablanca (Zaragoza)                                                                 |
| Canarias             | 2   | Symel Tenerife (Santa Cruz de Tenerife) CB Universidad de La Laguna (San Cristóbal de La Laguna) |
| Cataluña             | 3   | Segle XXI (Barcelona) Bàsquet Femení Viladecans (Viladecans) Totauto - GEiEG (Gerona)            |
| Comunidad Valenciana | 1   | Valencia Bàsquet Femení (Valencia)                                                               |
| Islas Baleares       | 2   | TNT International Mail (Palma) Puig d'en Valls Santa Eulalia (Santa Eulalia del Río)             |
| País Vasco           | 2   | Irlandesas UPV (Lejona) Tabirako Baqué (Durango)                                                 |

## Liga Regular

### Grupo A
| | Equipo                   | Puntos | J  | G  | P  | PF   | PC   | DP   |
| --- | ------------------------ | ------ | -- | -- | -- | ---- | ---- | ---- |
| 1 | Rivas Ciudad del Deporte | 39     | 22 | 17 | 5  | 1620 | 1449 | 171  |
| 2 | Adecco Estudiantes       | 39     | 22 | 17 | 5  | 1656 | 1405 | 251  |
| 3 | Canal de Isabel II       | 36     | 22 | 14 | 8  | 1432 | 1357 | 75   |
| 4 | Ponce CB                 | 36     | 22 | 14 | 8  | 1386 | 1299 | 87   |
| 5 | Cinturón Verde Vetusta   | 35     | 22 | 13 | 9  | 1499 | 1349 | 150  |
| 6 | CB Arxil Comervia        | 33     | 22 | 11 | 11 | 1522 | 1470 | 52   |
| 7 | Mercaleón Sufi-Corsan    | 33     | 22 | 11 | 11 | 1494 | 1514 | -20  |
| 8 | Universitario de Ferrol  | 31     | 22 | 9  | 13 | 1464 | 1420 | 44   |
| 9 | Real Canoe NC            | 31     | 22 | 9  | 13 | 1273 | 1365 | -92  |
| 10 | Cantos Blancos Guadajara | 30     | 22 | 8  | 14 | 1497 | 1577 | -80  |
| 11 | Pabellón Ourense         | 30     | 22 | 8  | 14 | 1384 | 1500 | -116 |
| 12 | Basket Tara              | 23     | 22 | 1  | 21 | 1227 | 1747 | -520 |
| Fuente: Federación Española de Baloncesto: Clasificación de la Liga Femenina 2 - Grupo A; actualización automática |                          |        |    |    |    |      |      |      |

### Grupo B
| | Equipo                        | Puntos | J  | G  | P  | PF   | PC   | DP   |
| --- | ----------------------------- | ------ | -- | -- | -- | ---- | ---- | ---- |
| 1 | Symel Tenerife                | 39     | 20 | 19 | 1  | 1474 | 1101 | 373  |
| 2 | Puig d'en Valls Santa Eulalia | 37     | 20 | 17 | 3  | 1564 | 1213 | 351  |
| 3 | Irlandesas UPV                | 34     | 20 | 14 | 6  | 1371 | 1211 | 160  |
| 4 | Valencia Bàsquet Femení       | 31     | 20 | 11 | 9  | 1172 | 1178 | -6   |
| 5 | AD Stadium Casablanca         | 31     | 20 | 11 | 9  | 1375 | 1302 | 73   |
| 6 | Segle XXI                     | 30     | 20 | 10 | 10 | 1381 | 1311 | 70   |
| 7 | TNT International Mail        | 27     | 20 | 7  | 13 | 1363 | 1457 | -94  |
| 8 | Totauto - GEiEG               | 26     | 20 | 6  | 14 | 1200 | 1413 | -213 |
| 9 | CB Universidad de La Laguna   | 26     | 20 | 6  | 14 | 1327 | 1512 | -185 |
| 10 | Tabirako Baqué                | 26     | 20 | 6  | 14 | 1182 | 1400 | -218 |
| 11 | Bàsquet Femení Viladecans     | 23     | 20 | 3  | 17 | 1087 | 1398 | -311 |
| Fuente: Federación Española de Baloncesto: Clasificación de la Liga Femenina 2 - Grupo B; actualización automática |                               |        |    |    |    |      |      |      |

## Playoffs de ascenso
|  | Cuartos | Cuartos                       | Cuartos                       | Cuartos                       | Cuartos |    |                          | Semifinales              | Semifinales | Semifinales | Semifinales | Semifinales |  |                               | Final                         | Final | Final |  |
|  |         |                               |                               |                               |         |    |                          |                          |             |             |             |             |  |                               |                               |       |       |  |
|  |         |                               |                               |                               |         |    |                          |                          |             |             |             |             |  |                               |                               |       |       |  |
|  | 1A      | Rivas Ciudad del Deporte      | 72                            | 79                            | –       |    |                          |                          |             |             |             |             |  |                               |                               |       |       |  |
|  | 1A      | Rivas Ciudad del Deporte      | 72                            | 79                            | –       |    |                          |                          |             |             |             |             |  |                               |                               |       |       |  |
|  | 4B      | Valencia Bàsquet Femení       | 50                            | 54                            | –       |    |                          |                          |             |             |             |             |  |                               |                               |       |       |  |
|  | 4B      | Valencia Bàsquet Femení       | 50                            | 54                            | –       |    | Rivas Ciudad del Deporte | Rivas Ciudad del Deporte | 72          | 75          | 77          |             |  |                               |                               |       |       |  |
|  |         |                               |                               |                               |         |    | Rivas Ciudad del Deporte | Rivas Ciudad del Deporte | 72          | 75          | 77          |             |  |                               |                               |       |       |  |
|  |         |                               | Puig d'en Valls Santa Eulalia | Puig d'en Valls Santa Eulalia | 74      | 70 | 78                       |                          |             |             |             |             |  |                               |                               |       |       |  |
|  | 2B      | Puig d'en Valls Santa Eulalia | Puig d'en Valls Santa Eulalia | Puig d'en Valls Santa Eulalia | 74      | 70 | 78                       | 82                       | 80          | –           |             |             |  |                               |                               |       |       |  |
|  | 2B      | Puig d'en Valls Santa Eulalia |                               |                               |         |    |                          |                          |             | –           |             |             |  |                               |                               |       |       |  |
|  | 3A      | Canal de Isabel II            | 59                            | 52                            | –       |    |                          |                          |             |             |             |             |  |                               |                               |       |       |  |
|  | 3A      | Canal de Isabel II            | 59                            | 52                            | –       |    |                          |                          |             |             |             |             |  | Puig d'en Valls Santa Eulalia | Puig d'en Valls Santa Eulalia | 68    |       |  |
|  |         |                               |                               |                               |         |    |                          |                          |             |             |             |             |  | Puig d'en Valls Santa Eulalia | Puig d'en Valls Santa Eulalia | 68    |       |  |
|  |         |                               | Adecco Estudiantes            | Adecco Estudiantes            | 78      |    |                          |                          |             |             |             |             |  |                               |                               |       |       |  |
|  | 2A      | Adecco Estudiantes            | Adecco Estudiantes            | Adecco Estudiantes            | 78      | 55 | 78                       | 80                       |             |             |             |             |  |                               |                               |       |       |  |
|  | 2A      | Adecco Estudiantes            |                               |                               |         |    |                          |                          |             |             |             |             |  |                               |                               |       |       |  |
|  | 3B      | Irlandesas UPV                | 71                            | 63                            | 66      |    |                          |                          |             |             |             |             |  |                               |                               |       |       |  |
|  | 3B      | Irlandesas UPV                | 71                            | 63                            | 66      |    | Adecco Estudiantes       | Adecco Estudiantes       | 78          | 85          | –           |             |  |                               |                               |       |       |  |
|  |         |                               |                               |                               |         |    | Adecco Estudiantes       | Adecco Estudiantes       | 78          | 85          | –           |             |  |                               |                               |       |       |  |
|  |         |                               | Symel Tenerife                | Symel Tenerife                | 71      | 69 | –                        |                          |             |             |             |             |  |                               |                               |       |       |  |
|  | 1B      | Symel Tenerife                | Symel Tenerife                | Symel Tenerife                | 71      | 69 | –                        | 58                       | 55          | –           |             |             |  |                               |                               |       |       |  |
|  | 1B      | Symel Tenerife                |                               |                               |         |    |                          |                          |             | –           |             |             |  |                               |                               |       |       |  |
|  | 4A      | Ponce CB                      | 51                            | 48                            | –       |    |                          |                          |             |             |             |             |  |                               |                               |       |       |  |
|  | 4A      | Ponce CB                      | 51                            | 48                            | –       |    |                          |                          |             |             |             |             |  |                               |                               |       |       |  |
|  |         |                               |                               |                               |         |    |                          |                          |             |             |             |             |  |                               |                               |       |       |  |

## Postemporada
Ascendieron a Liga Femenina:
- Adecco Estudiantes (Campeonas).
- Puig d'en Valls Santa Eulalia (Subcampeonas).
- Symel Tenerife (al ocupar la vacante por la renuncia del  CBN).

Descendieron de Liga Femenina:
- Universidad de Oviedo.
- PC Mendíbil.
- (  CBN renunció a la Liga Femenina y desapareció).

Descendieron a Primera División Fem:
- No hubo descensos.

Renunció a la Liga Femenina 2:
- Cinturón Verde Vetusta.

Ascendieron desde Primera División Fem:
- ADBA.
- Seminsa Alcalá.
- Zona Press.
- CN Tàrrega.
- Olis Sóller.
- CBF Cáceres.
- Caja Rural de Canarias.

La Liga Femenina 2 se ampliaría a 28 equipos en la siguiente temporada.